# Yudai Ogawa
Yudai Ogawa (født 4. oktober 1996) er en japansk fodboldspiller.
Han har spillet for flere forskellige klubber i sin karriere, herunder FC Gifu.